# هرولد رابرت میلار
هرولد رابرت میلار (زاده ۱۸۶۹ و درگذشته ۱۹۴۰ میلادی) تصویرگر و طراح اهل اسکاتلند در اواخر سده نوزده و اوائل سده بیستم بود. وی آثار زیادی از خود به جای گذاشته است. وی بیشتر به خاطر طراحی کتاب‌های کودکان و ادبیات فانتزی شهرت دارد. جان کلوت و جان گرنت نویسنده دانشنامه فانتزی درباره وی می‌گویند: «کارهای او پرتخیل، جذاب، سرزنده و نشانگر حس تمام و کمال طراحی است.»
- تصاویری از کتاب پاک آو پوکز هیل نوشته رودیارد کیپلینگ به تصویرگری هرولد رابرت میلار:

مجموعه
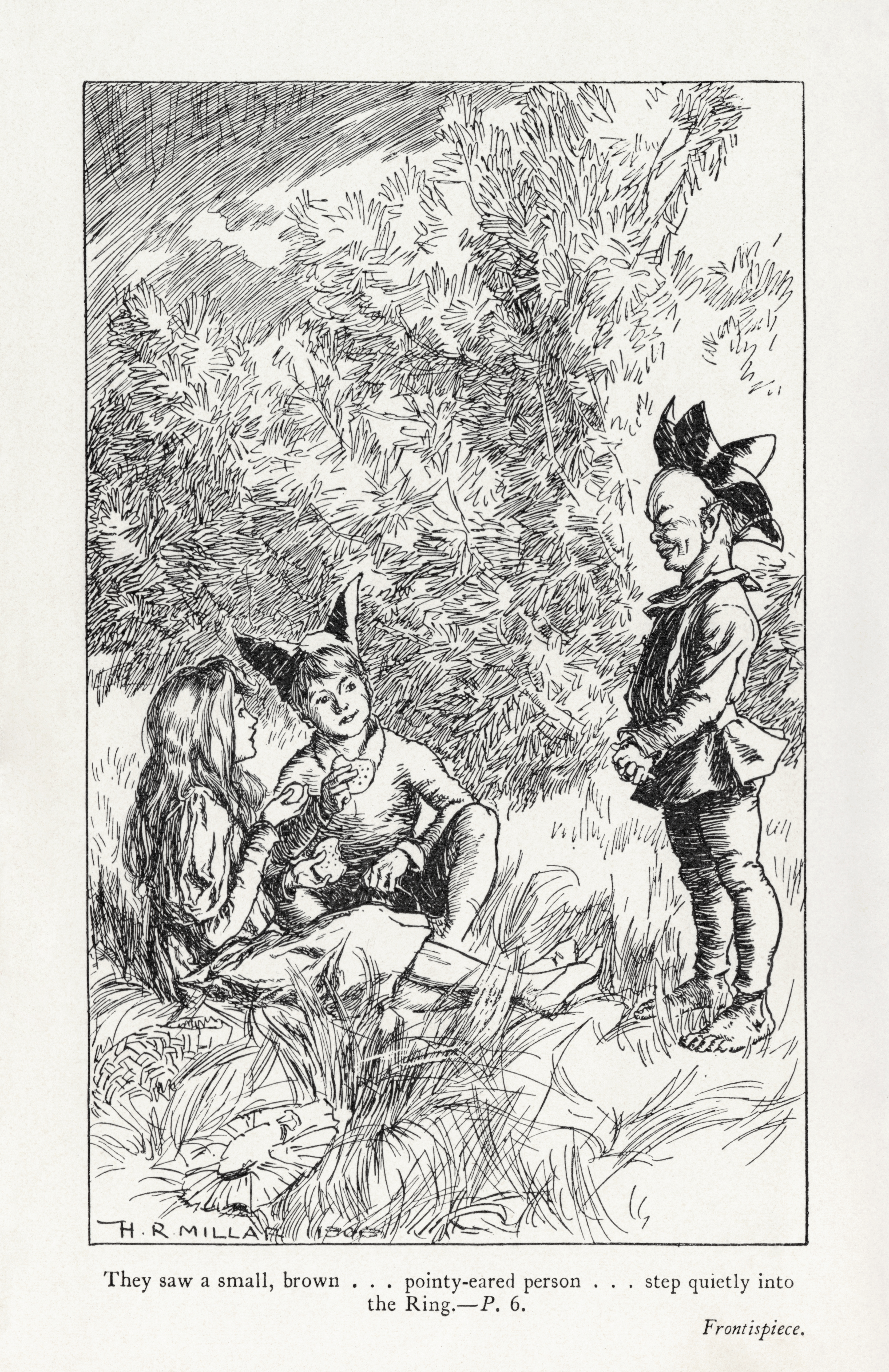
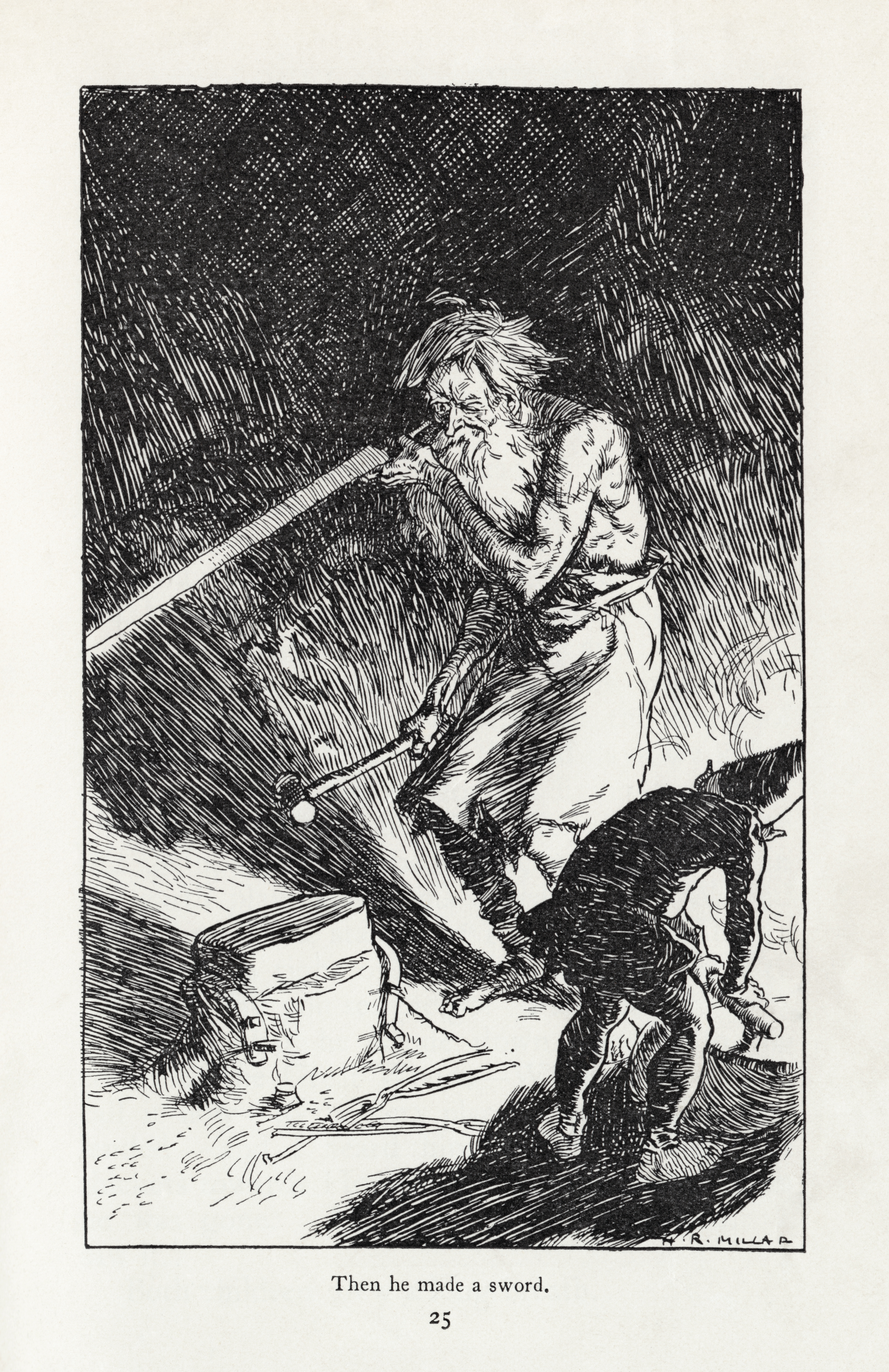
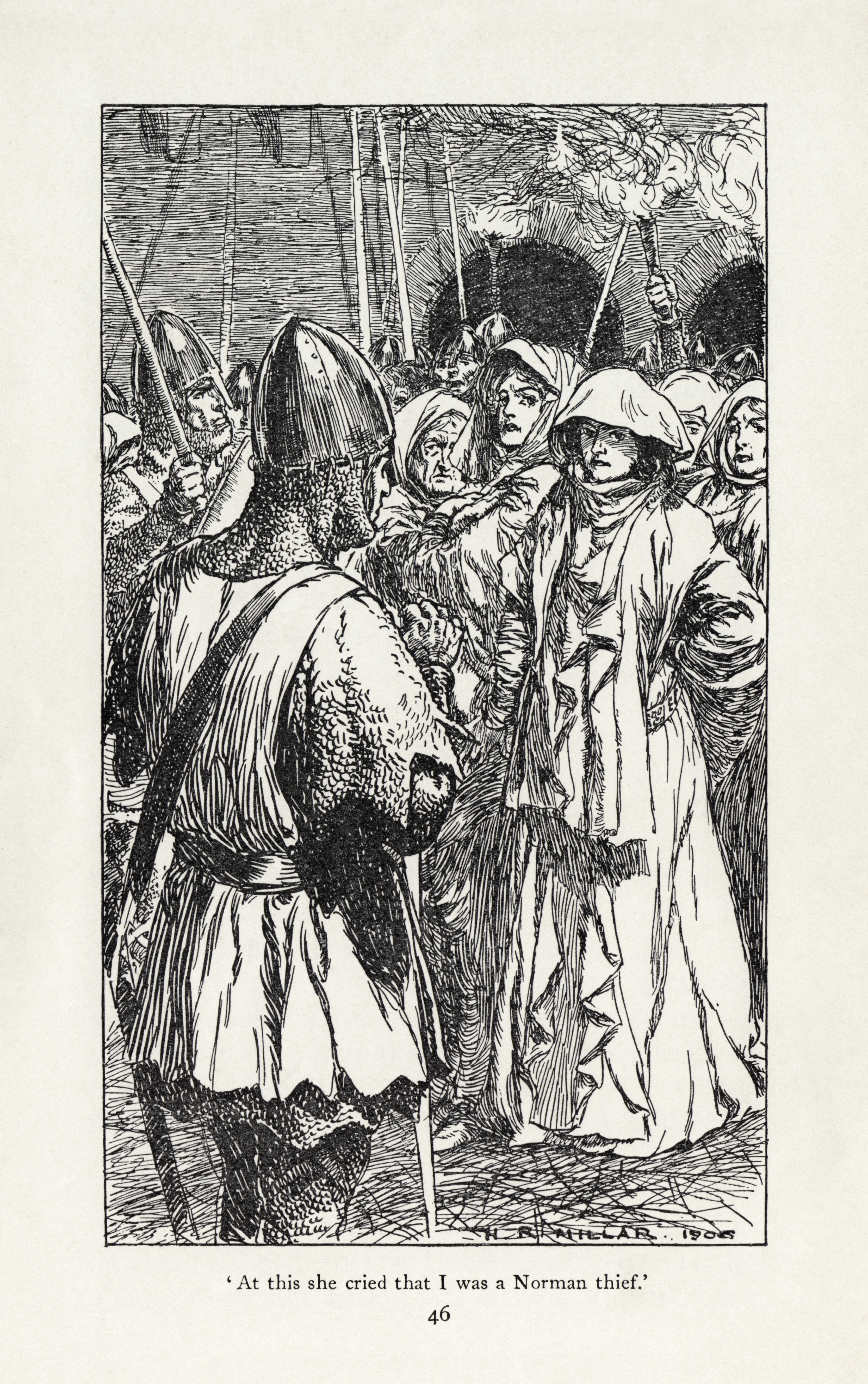
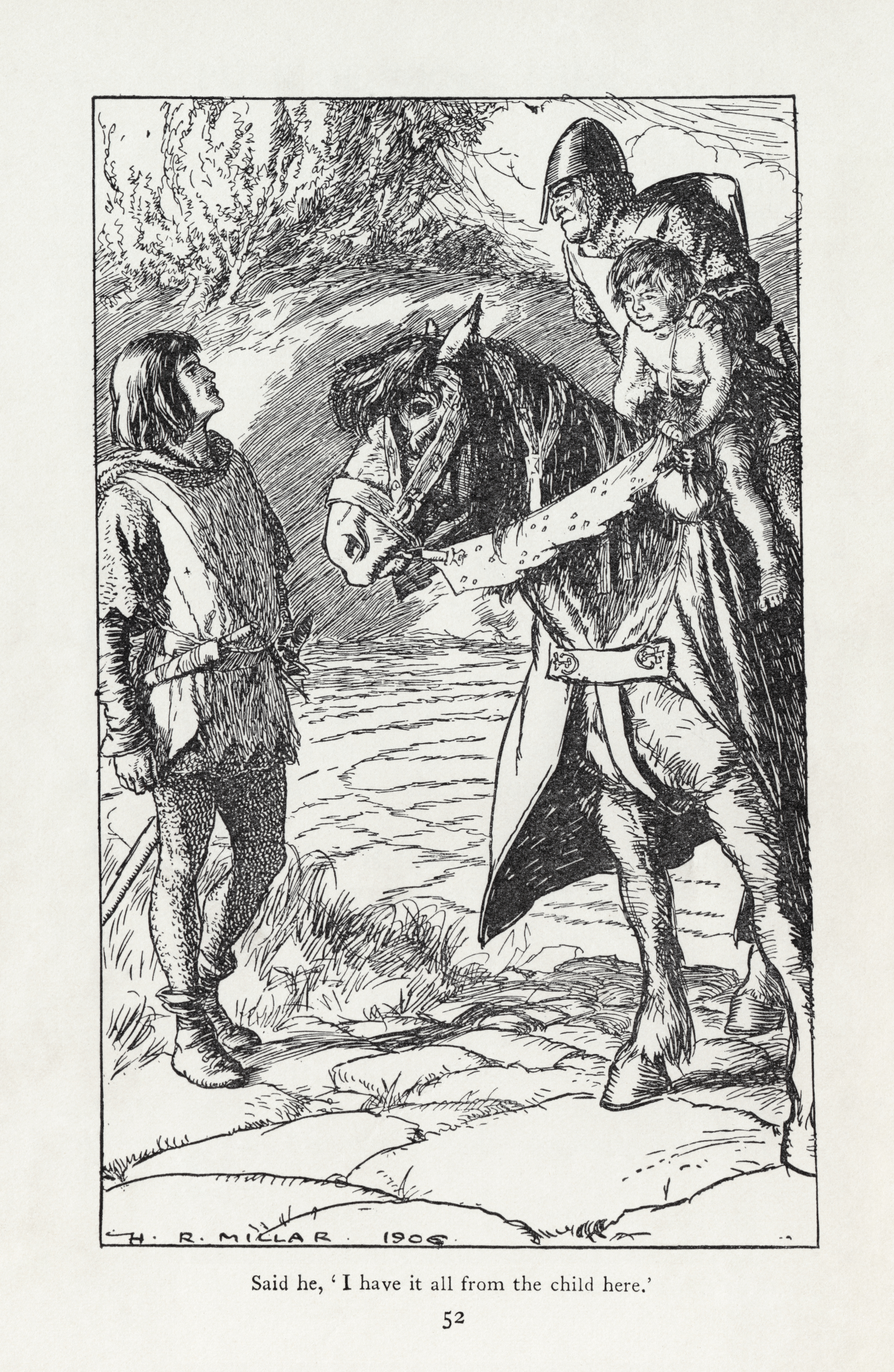
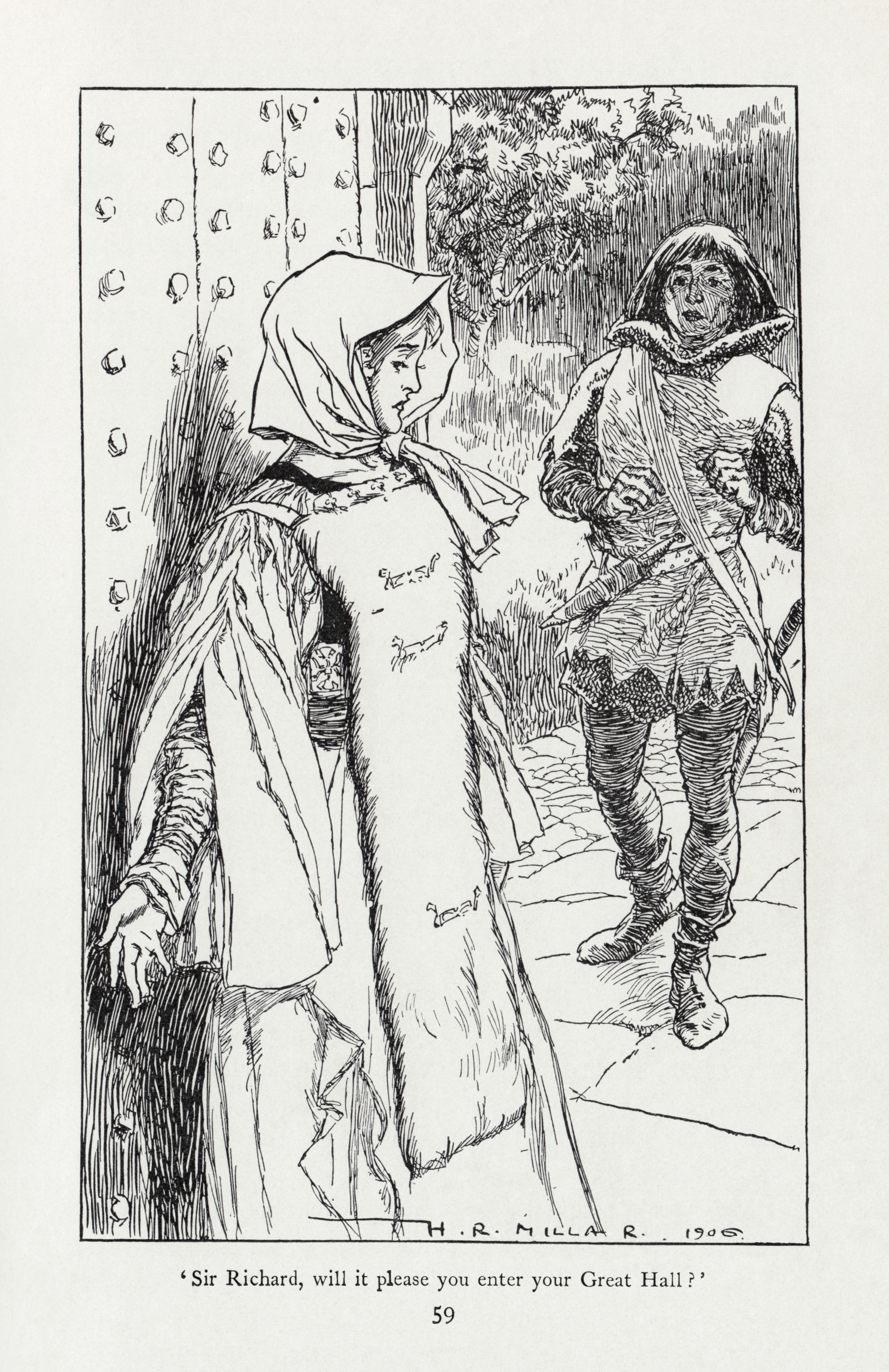
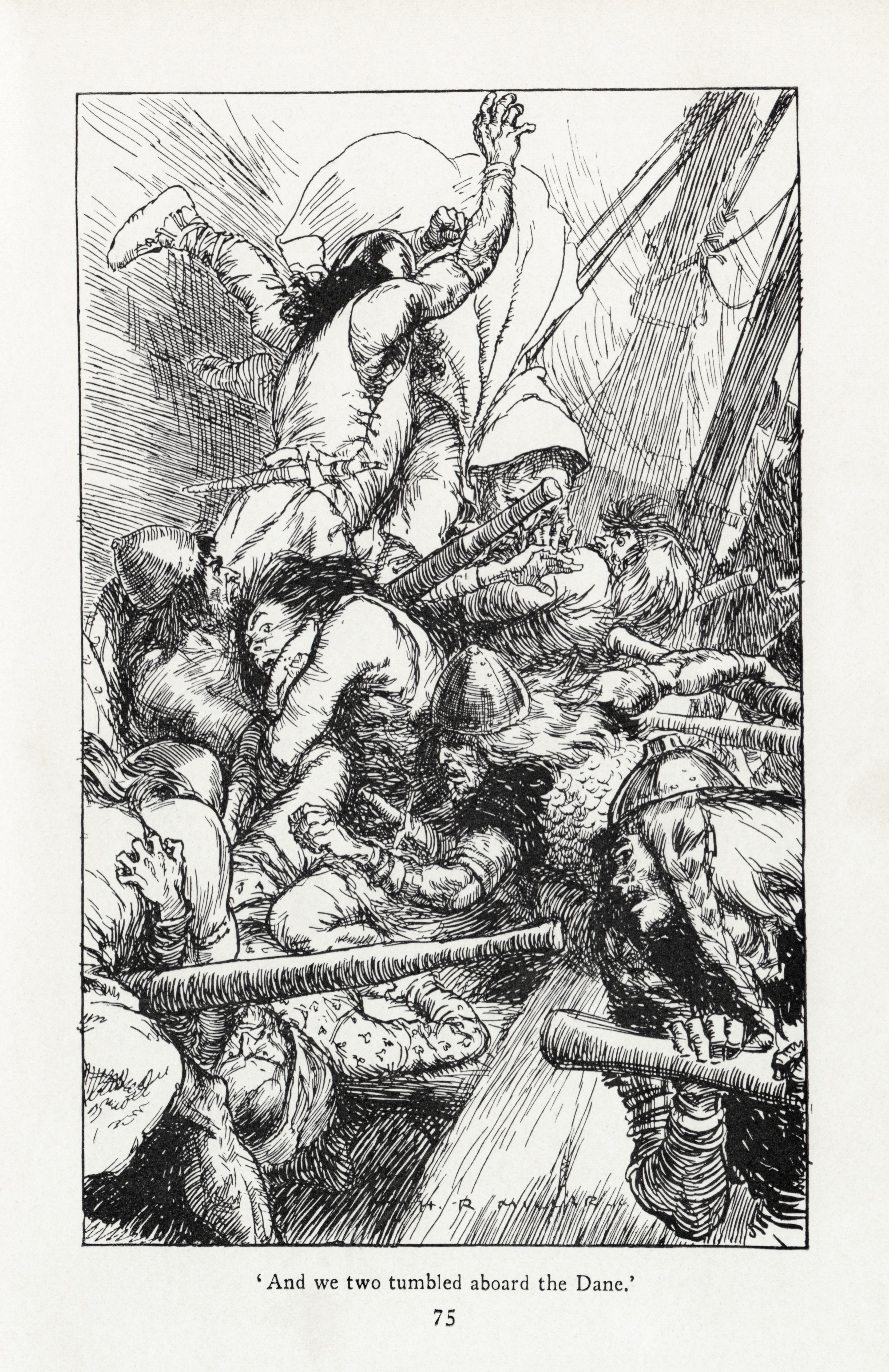
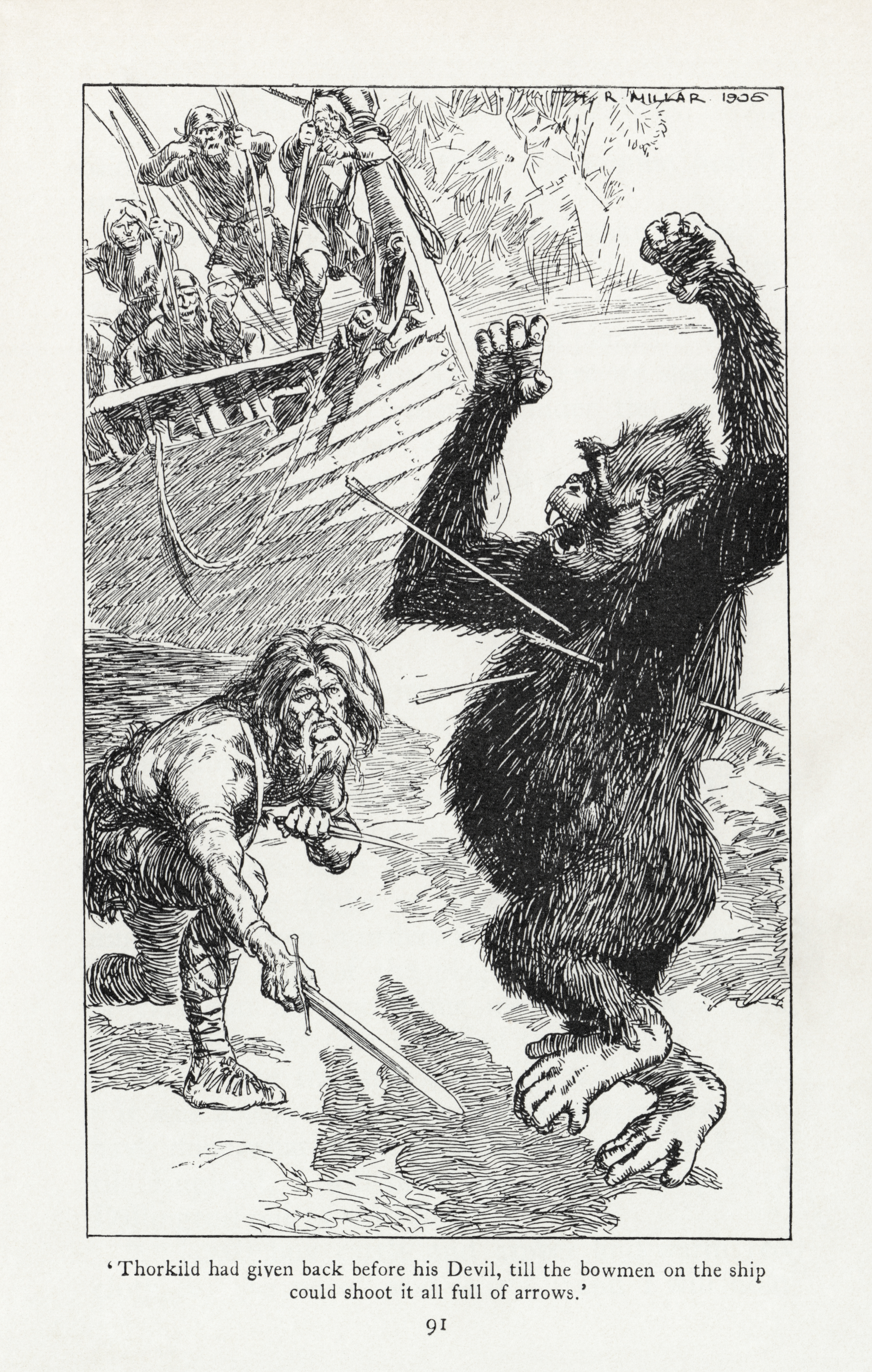
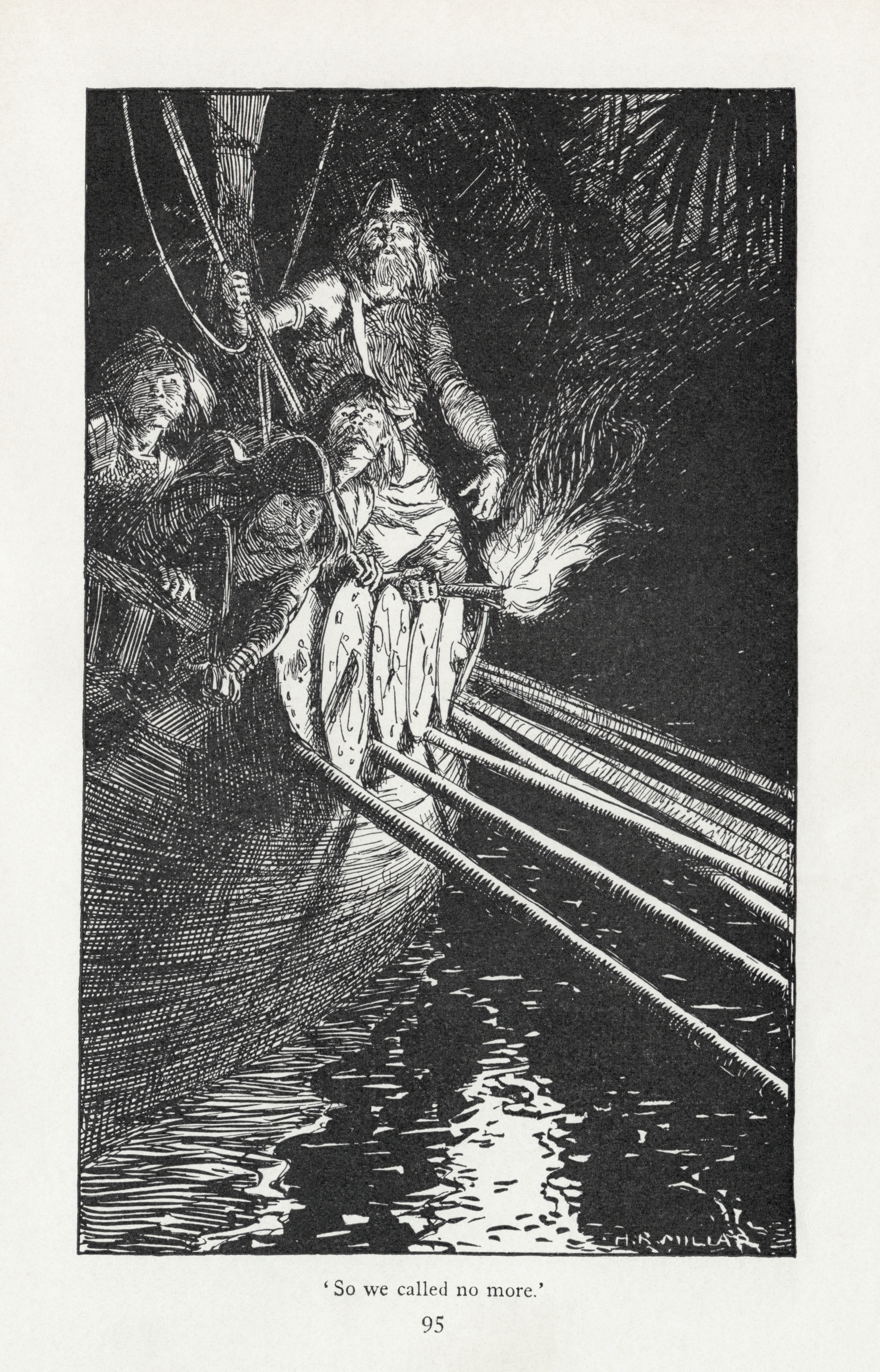
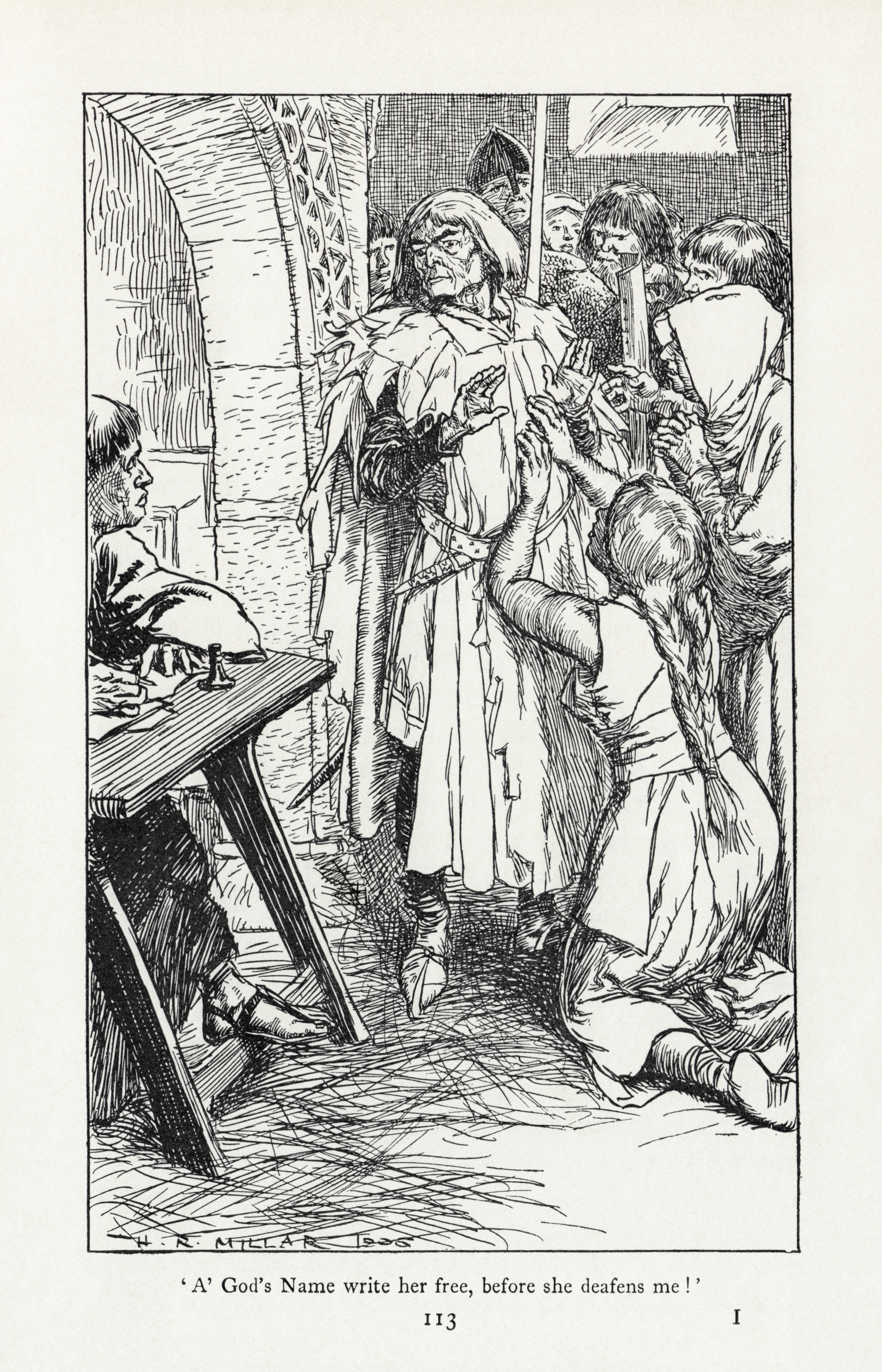
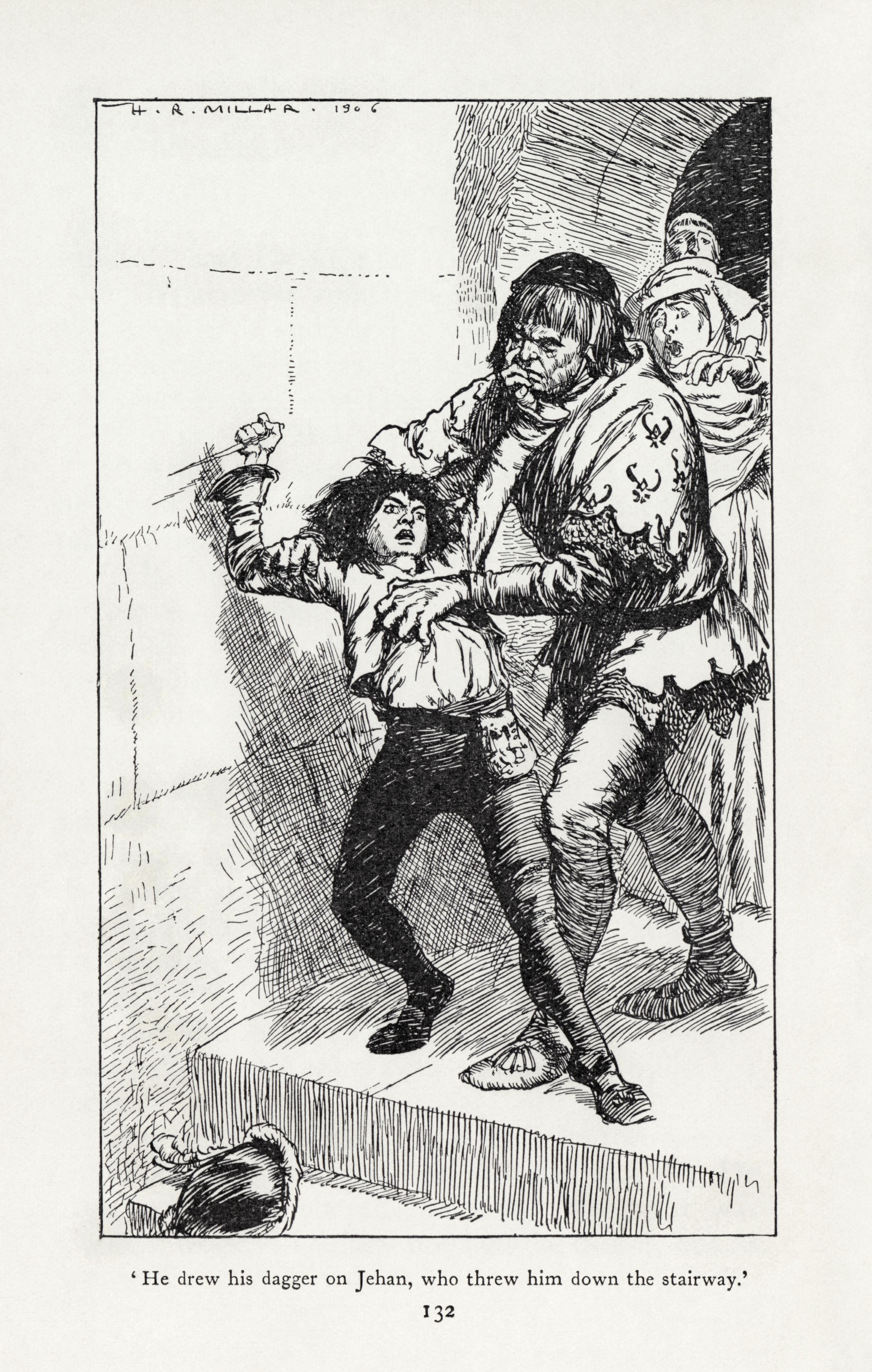
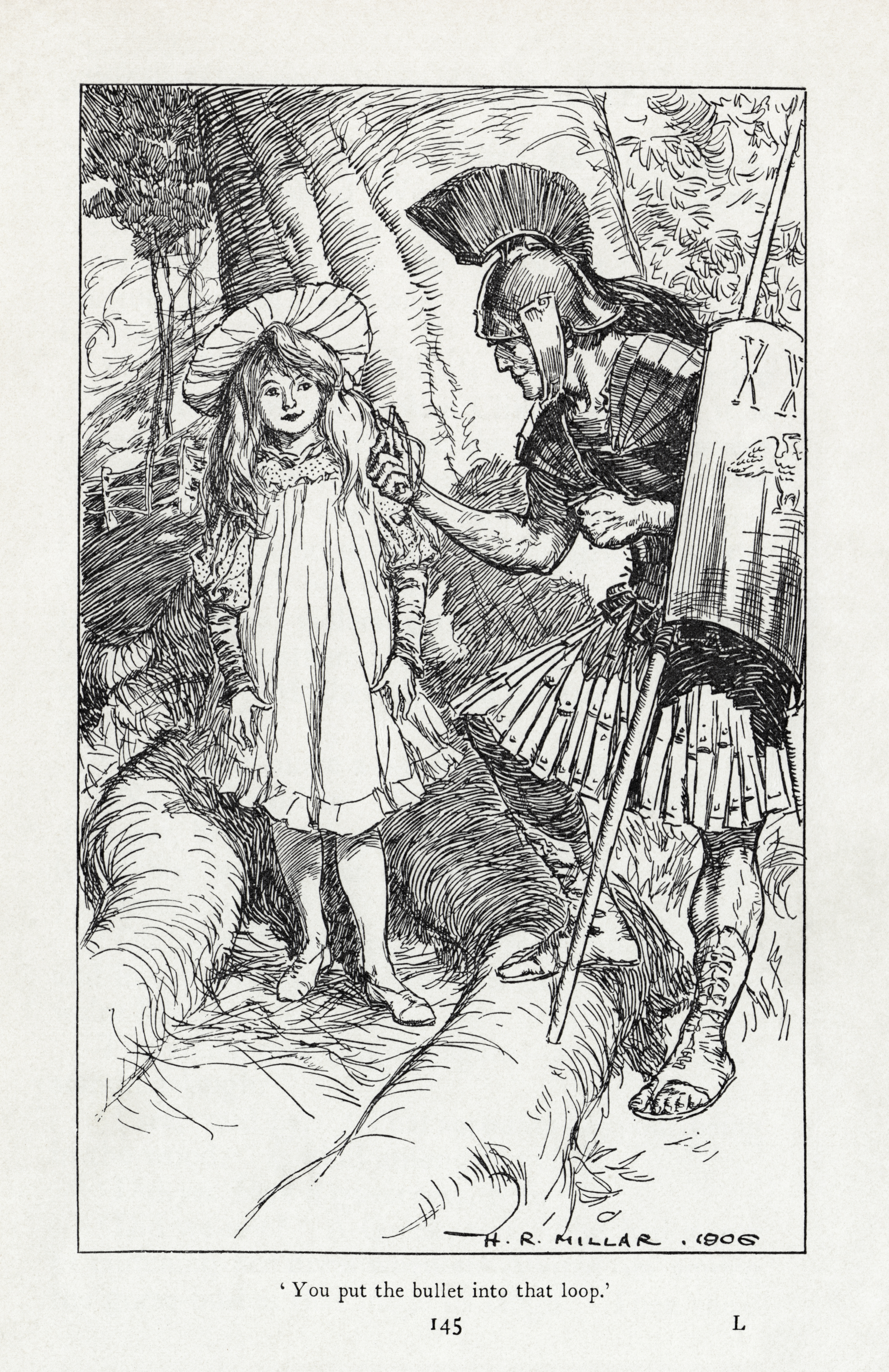
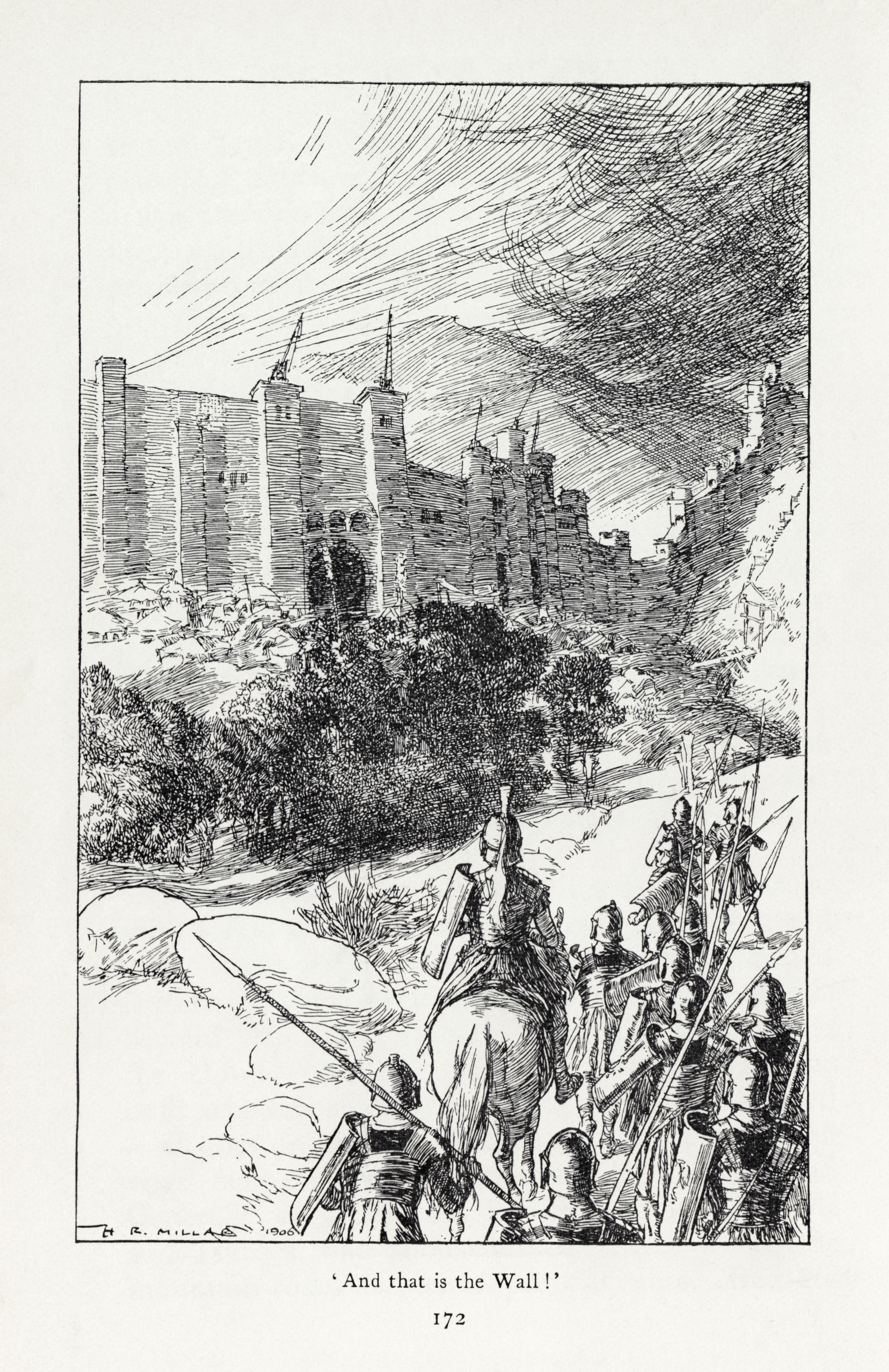
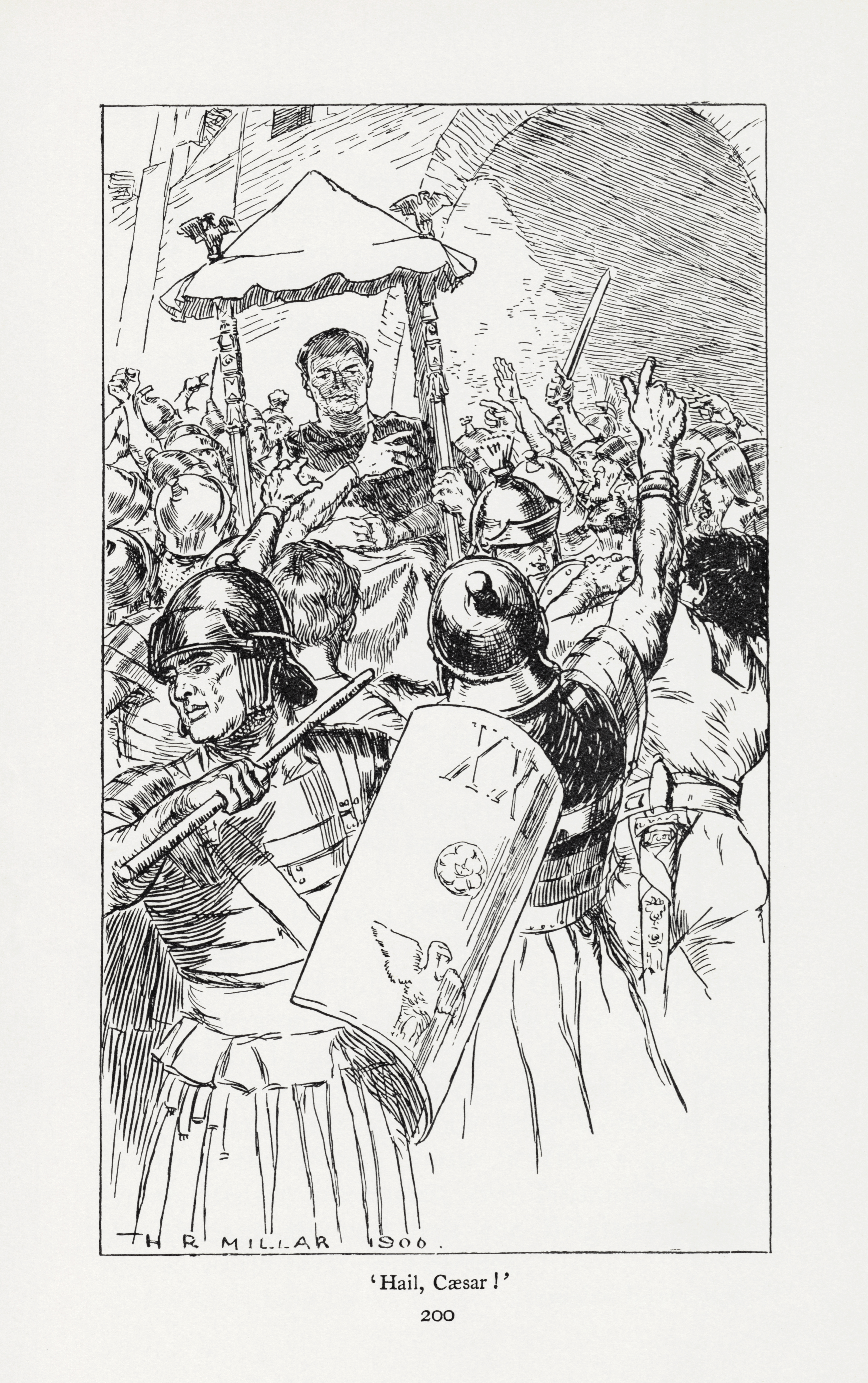
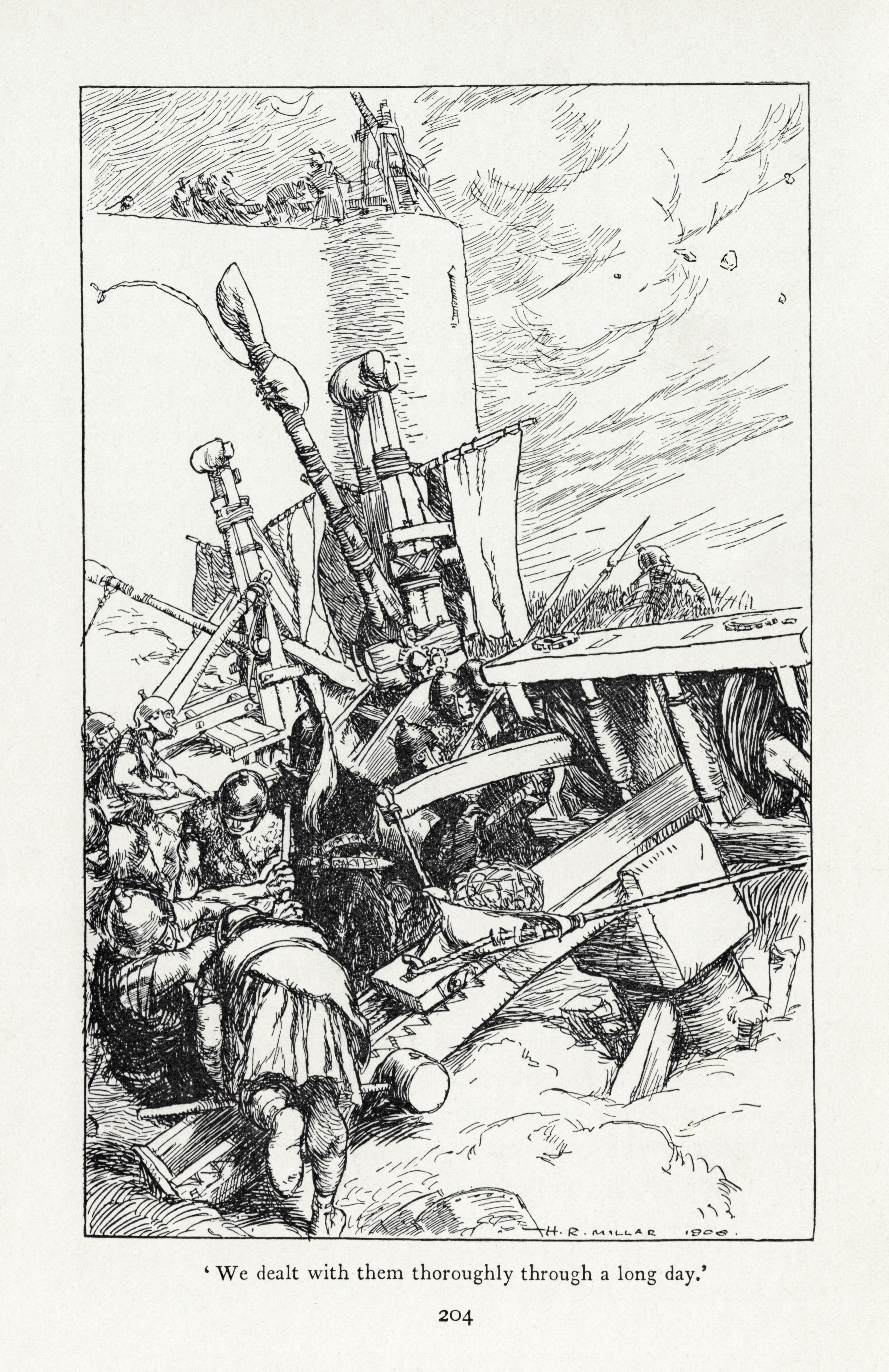
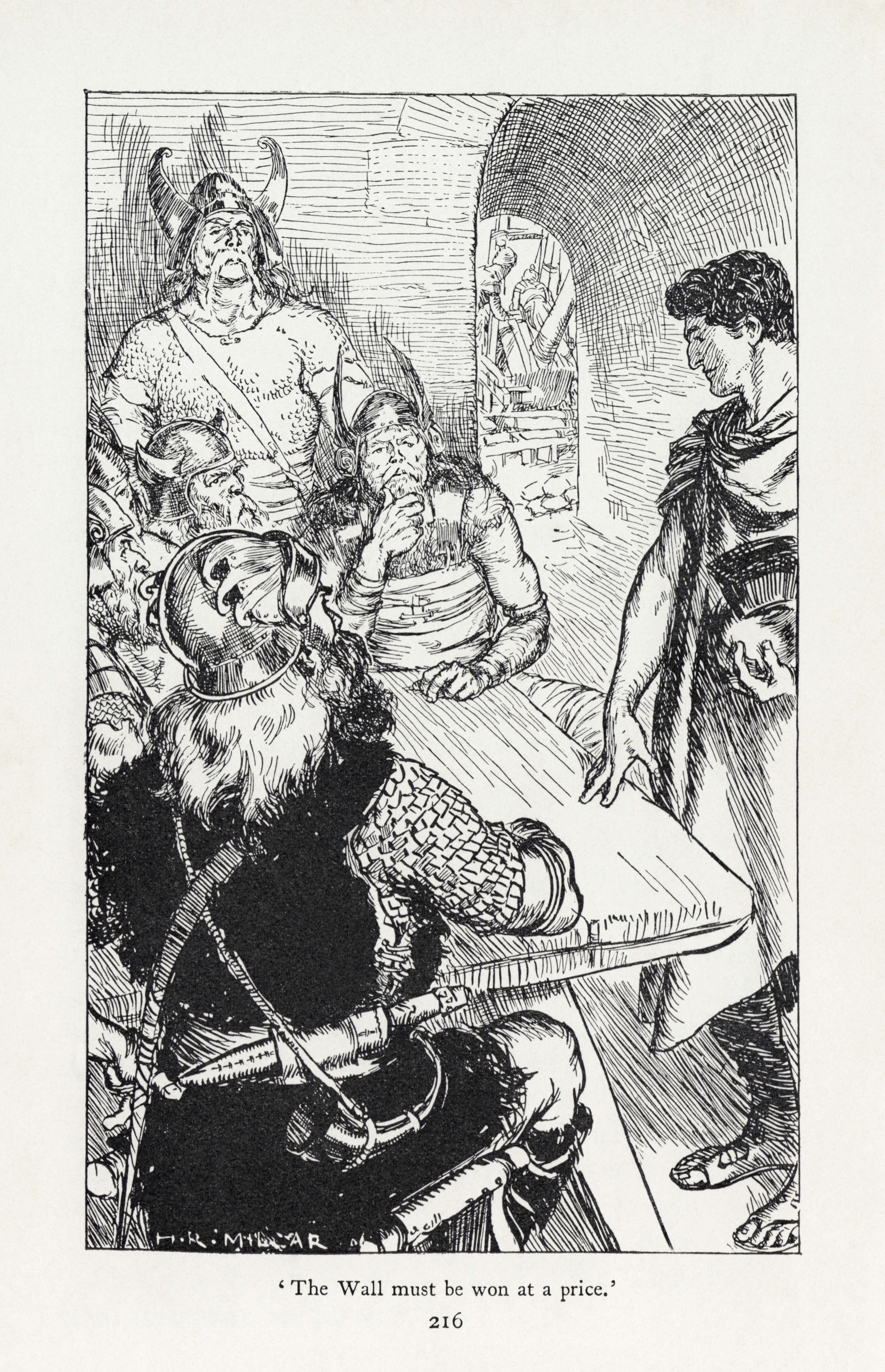
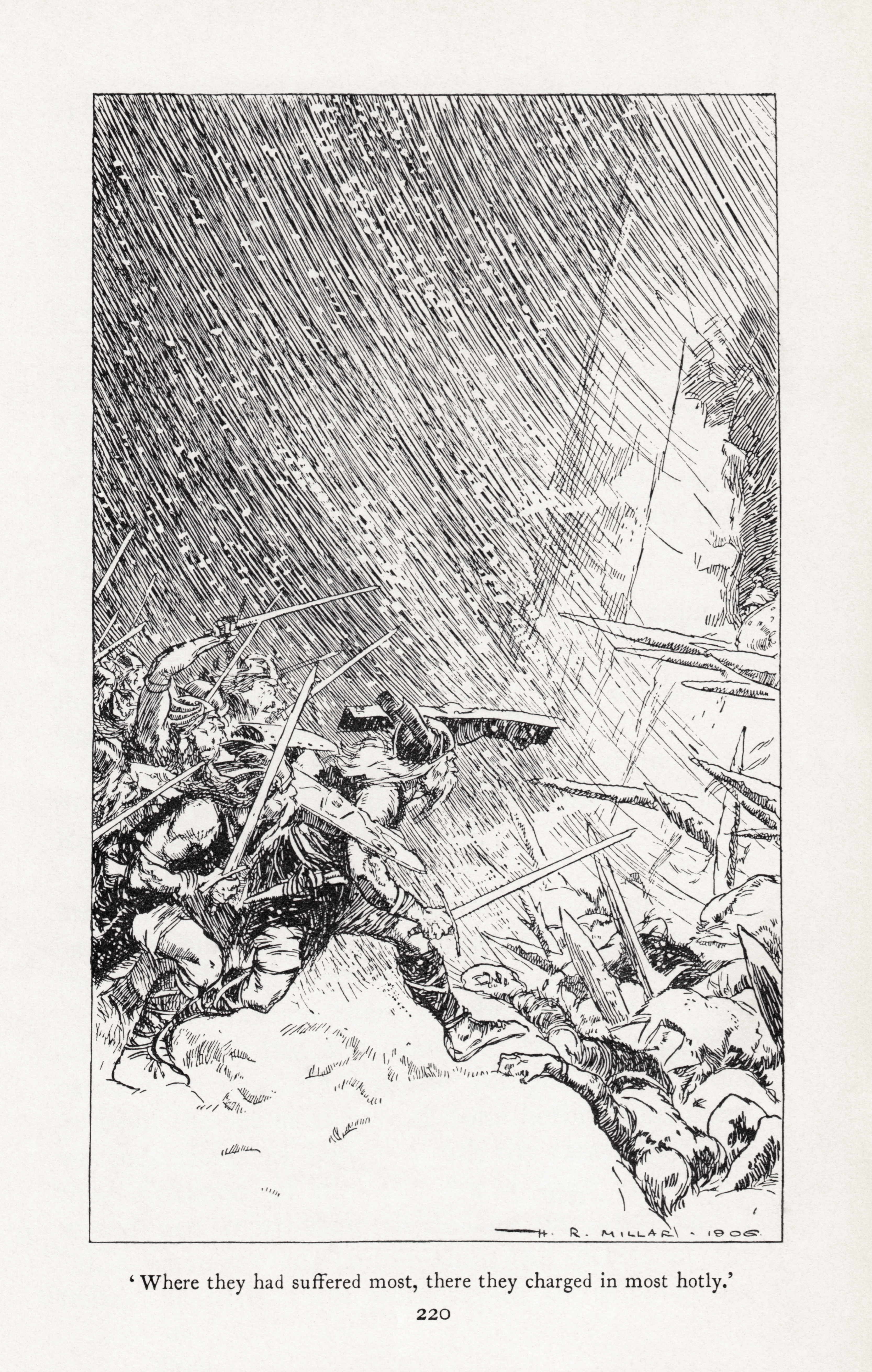
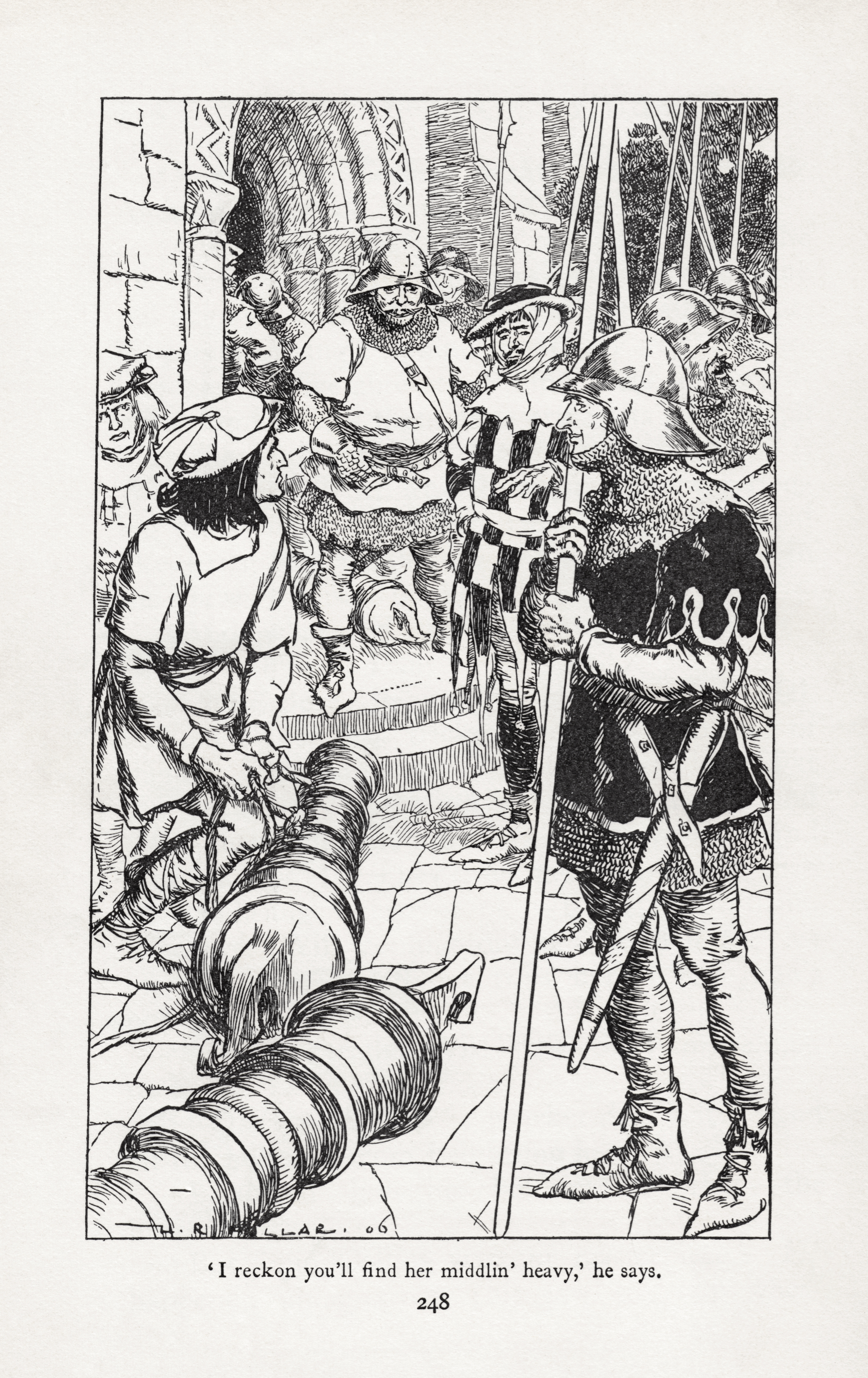
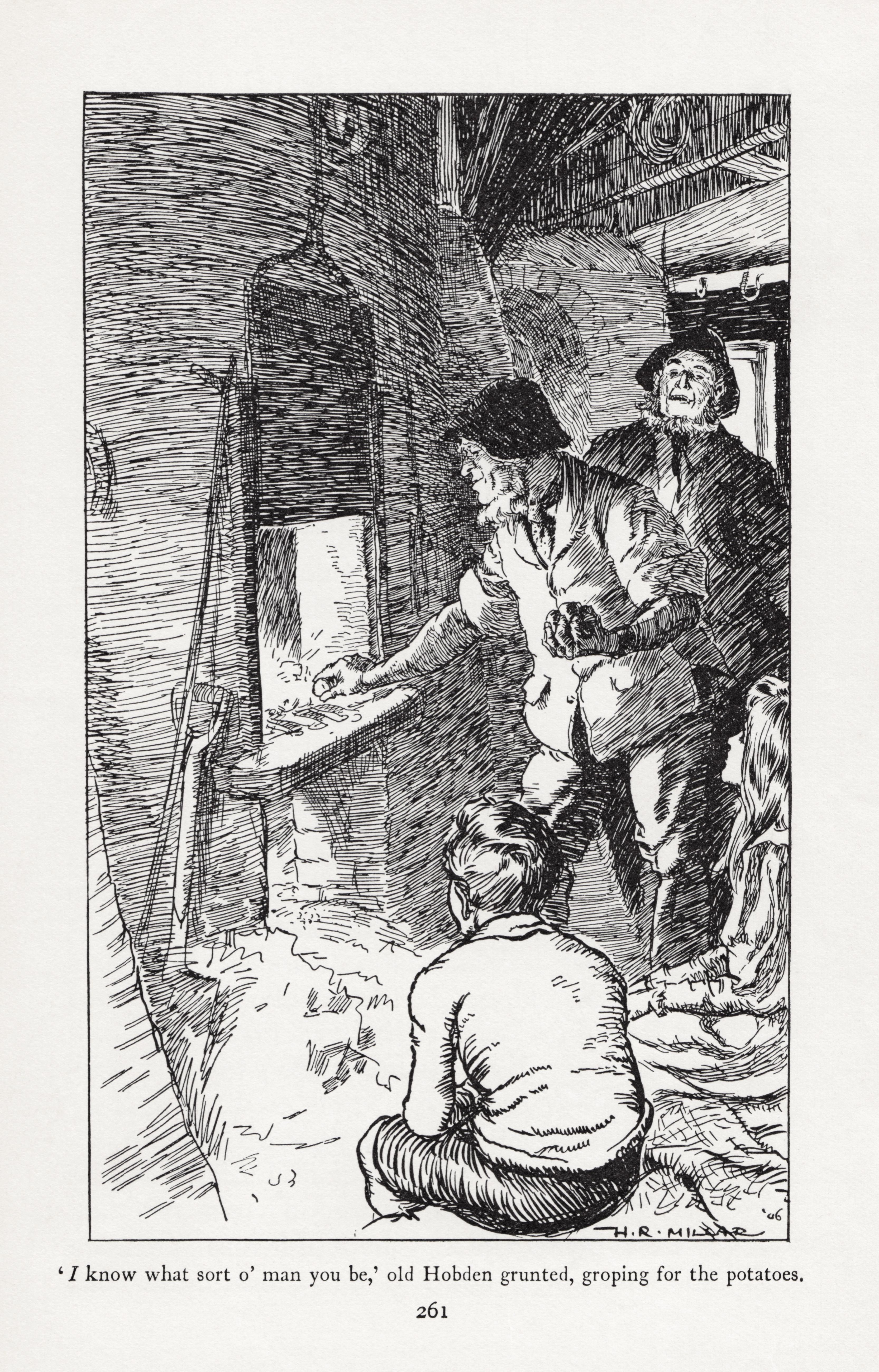
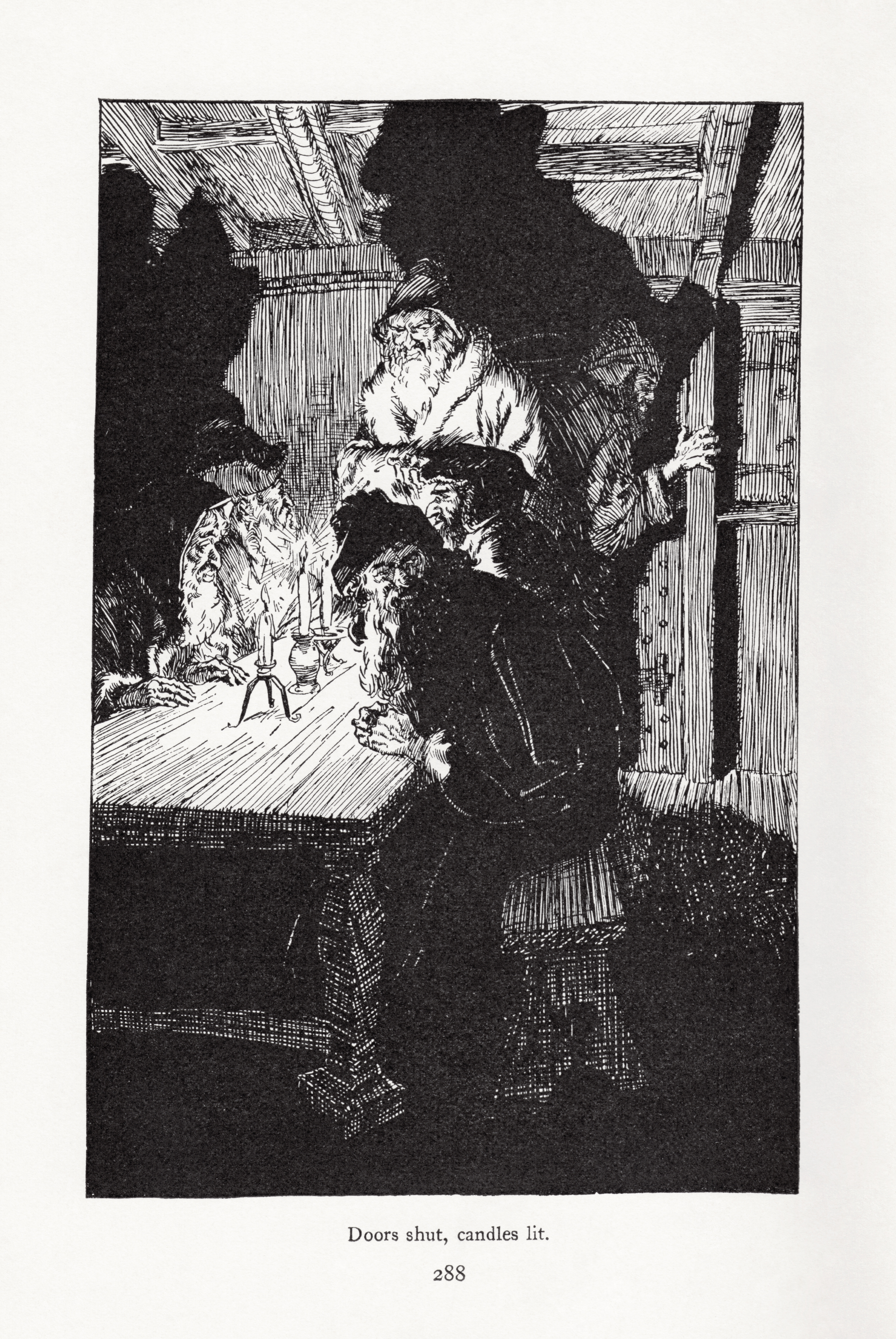
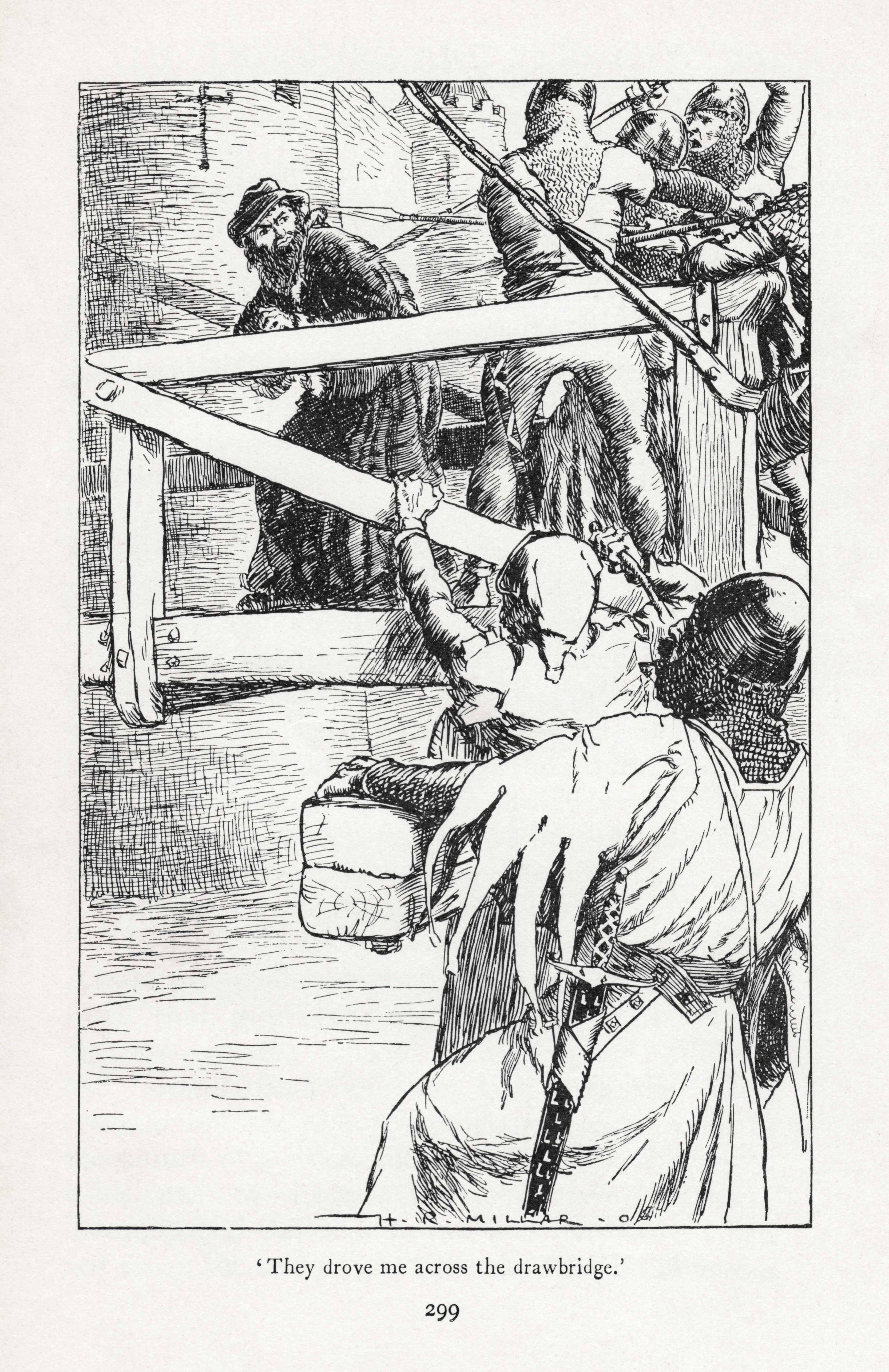